# St. Elmo's Fire
St. Elmo's Fire é um filme estadunidense de 1985 dirigido por Joel Schumacher. O filme, estrelado por Emilio Estevez, Rob Lowe, Andrew McCarthy, Demi Moore, Judd Nelson, Ally Sheedy e Mare Winningham, gira em torno de um grupo de amigos que se formaram na Georgetown University e sua adaptação à vida pós-universidade, juntamente com as responsabilidades da vida adulta. O filme é proeminente do gênero Brat Pack.

## Sinopse
Sete jovens universitários recém-formados desejam se manter unidos após a formatura, mas têm de enfrentar o mundo, com suas alegrias e tristezas, o que coloca em risco a amizade entre eles.

## Elenco
- Emilio Estevez .... Kirby Keger
- Rob Lowe .... Billy Hicks
- Andrew McCarthy .... Kevin Dolenz
- Demi Moore .... Jules Jacoby
- Judd Nelson .... Alec Newbary
- Ally Sheedy .... Leslie Hunter
- Mare Winningham .... Wendy Beamish
- Martin Balsam .... sr. Beamish
- Andie MacDowell .... Dale Biderman
- Joyce Van Patten.... sra. Beamish
- Jenny Wright .... Felicia
- Blake Clark .... Wally
- Jon Cutler .... Howie Krantz
- Matthew Laurance .... Ron Dellasandro
- Gina Hecht .... Judith
- Anna Maria Horsford .... Naomi

## Prêmios e indicações

### Prêmios
Framboesa de Ouro
- Pior ator coadjuvante: Rob Lowe - 1986

### Indicações
Grammy Awards
- Melhor trilha sonora para filme ou especial de TV: 1986